# Edwin Arlington Robinson
Pour les articles homonymes, voir Robinson.
Edwin Arlington Robinson, né le 22 décembre 1869 et décédé le 6 avril 1935, est un poète américain majeur du début du XXe siècle, récompensé à trois reprises du Prix Pulitzer de la poésie, en 1922, 1925 et 1928.

## Biographie
Edwin Arlington Robinson est né à Head Tide, dans le Maine. Il est le fils d'Edouard Robinson, négociant en bois de construction et de Mary Elizabeth Palmer. Peu de temps après sa naissance, sa famille s'installe à Gardiner, une ville voisine, où Edwin grandira. La ville sera la toile de fond pour nombre de ses poèmes durant sa carrière. Benjamin de trois fils, Robinson est un enfant non désiré, sa mère souhaitant une fille. Tandis que Herman, son frère aîné, se destine à la gestion de la fortune familiale, et le cadet à devenir médecin, Robinson a plus de liberté et se tourne vers la poésie. Il commence à écrire de façon régulière dès l'âge de onze ans, et assiste à des réunions de l'association de poésie locale, dont il est le plus jeune membre.
Edwin étudie à Harvard de 1891 à 1893, en dépit des réserves de son père sur l'utilité de poursuivre de hautes études. Au début des années 1890, la fortune de la famille commence à diminuer, déclenchant une série de tragédies qui influenceront ensuite durablement la vie et la poésie d'Edwin Robinson. En 1892, son père décède. La crise économique américaine de 1893, et l'inévitable désastre qui s'ensuit ruine la famille pendant les sept années qui suivent. Dean, le frère de Robinson, drogué à la morphine, réintègre le foyer familial à la suite d'ennuis de santé. Robinson est contraint de quitter Harvard en raison des difficultés financières de sa famille et de la santé préoccupante de sa mère. Il rencontre Emma Berger, le grand amour de sa vie, en 1887. Bien qu'il l'aime, il lui semble difficile de concilier sa passion pour la poésie et la fondation d'une famille. Il présente Emma à son frère Herman , qui l'épouse en 1890. Sa mère meurt en 1896 de diphtérie. Aucun établissement de pompes funèbres n'acceptant de manipuler le corps, les frères creusent eux-mêmes la tombe et enterrent leur mère.
Durant cette période, Robinson écrit des poèmes qui seront publiés plus tard : The Torrent and the Night Before qui sera édité en 1896, et The Children of the Night , sorti en 1897 (Les coûts d'édition des deux ouvrages sont financés par des amis). Ne gagnant pas sa vie comme poète, il obtient un emploi d'inspecteur pour le métro de New York. En 1902, il fait éditer Captain Craig and Other Poems. Cette publication passe inaperçue jusqu'à ce que le président Theodore Roosevelt lui consacre un article élogieux. Roosevelt lui procure également un emploi plus intéressant, qui lui laisse du temps pour la poésie, qu'il occupe de 1905 à 1910.
Son premier grand succès est The Man Against the Sky en 1916. Il est lauréat du prix Pulitzer de la poésie pour ses Collected Poems (1921) en 1922. Il reçoit de nouveau cette récompense en 1925 grâce à The Man Who Died Twice, publié l'année précédente. Il bénéficie d'un accueil critique de plus en plus favorable. En 1928, une trilogie consacrée aux légendes arthuriennes, avec un recueil sur Merlin en 1917, Lancelot en 1920, et Tristan en 1927, lui vaut, pour la troisième fois, ce prix Pulitzer.
Il ne s'est jamais marié et a mené une bonne partie de son existence dans la solitude. Il est mort à New York le 6 avril 1935.